# Балка Панютинська
Балка Панютинська — ландшафтний заказник місцевого значення. Об'єкт розташований на території Оріхівського району Запорізької області, Оріхівський р-н, межує з землями фермерського господарства Махнорило Н. Ф.
Площа — 117 га, статус отриманий у 1998 році.
Охороняється частина русла і заплави річки Верхня Терса зі ставками, водно-болотною та лучною рослинністю.